# 李紹
李 紹（り しょう、1407年 - 1471年）は、明代の学者・官僚。字は克述。本貫は吉安府安福県。

## 生涯
1407年（永楽5年）12月27日、李遵武と劉氏のあいだの子として生まれた。1433年（宣徳8年）、進士に及第し、翰林院庶吉士に任じられた。1435年（宣徳10年）、翰林院検討に進み、『宣宗実録』の編纂に参加した。大学士の楊士奇が病床に臥せり、英宗が使者を派遣して人材を問わせると、楊士奇は李紹ら5人の名を挙げて答えた。1446年（正統11年）、母が死去したため、李紹は辞職して喪に服した。1449年（正統14年）、喪が明けると、李紹は翰林院修撰に進んだ。土木の変が起こり、北京に戒厳が布かれると、朝士の多くは家族を南方に避難させた。李紹は「主が辱められて臣が死ぬというのに、家をどうしようというのか」といって避難させなかった。1450年（景泰元年）、経筵講官を兼ねた。1452年（景泰3年）、司経局洗馬となり、翰林院修撰を兼ねた。1456年（景泰7年）、『寰宇通志』の編纂に参加した。右春坊右庶子となり、翰林侍講を兼ねた。1457年（天順元年）、翰林侍講を兼ねたまま、尚宝司卿となった。冬、翰林学士となった。1458年（天順2年）、李賢や王翺の推薦により、礼部右侍郎に抜擢された。1464年（天順8年）、『英宗実録』の編纂を命じられ、副総裁をつとめた。1466年（成化2年）、病のため致仕を請願した。1471年（成化7年）1月28日、死去した。享年は65。